# Soledad Bravo
Soledad Bravo (Logroño, España, 13 de noviembre de 1943) es una cantante venezolana nacida en España. Caracterizada por su potente voz y su vasto conocimiento del repertorio musical hispanoamericano, ha abordado con solvencia variados géneros musicales.
Sus comienzos están asociados a la canción folklórica y de protesta. Mediante ellos, alcanzó gran popularidad, sirviendo así de vehículo para dar a conocer a los compositores más representativos de la llamada «Nueva Trova Cubana» y de la «Nueva canción latinoamericana» junto a Mercedes Sosa.
En la década de 1980 incursionó en la salsa, grabando tres álbumes en la ciudad de Nueva York junto a Willie Colón y otros grandes exponentes del género.
Dentro de su repertorio discográfico, el cual abarca más de 30 álbumes a través de 60 años, también se ha destacado en el jazz, el bolero, la ranchera y la canción urbana contemporánea.

## Biografía

### Inicios
Nació en Logroño, España, su familia emigró a Venezuela a principios de los años 50 por lo que la cantante realizó sus estudios básicos en la ciudad de Caracas, donde cantaba en eventos estudiantiles. En 1967 ingresó a la Universidad Central de Venezuela donde participó en actividades artísticas cantando y en obras teatrales, organizadas por la Facultad de Arquitectura. Formó parte de los procesos de renovación universitaria identificándose con los ideales «socialistas» muy en boga en aquella época.
Allí la conoció la periodista venezolana Sofía Imber, que la invitó a participar diariamente y durante un año en su programa televisivo matinal «Buenos Días», con el que se dio a conocer al gran público venezolano.

### Sus primeros trabajos discográficos
Su carrera discográfica comienza en 1968 con la grabación del álbum: Soledad Bravo canta donde recrea 14 canciones del cancionero popular español. En este primer trabajo, Soledad exhibió una voz privilegiada que le permitió alcanzar éxito de ventas y comenzó a marcar un estilo propio que le abrió las puertas para futuras grabaciones. Un año más tarde publicó su segundo trabajo discográfico para el sello Promus: Soledad 1969. En este álbum aborda temas de autores latinoamericanos como Atahualpa Yupanqui, Alfredo Zitarrosa, Daniel Viglietti y Violeta Parra entre otros. Su tercer álbum se publicó en 1970 popularizando el tema «Palabras de amor» de Joan Manuel Serrat, el cual tradujo directamente del catalán.
«Soledad Bravo Vol. 4», publicado en 1972 es un álbum con un repertorio que incluye dos canciones de Violeta Parra «Que dirá el santo padre» y «Volver a los diecisiete» y tres canciones del poeta venezolano Aníbal Nazoa musicalizadas por Juan Carlos Núñez entre las que destacan: «Punto y raya» y «Canción de Toribio García».
En 1973 editó uno de sus discos más populares denominado Canciones de la nueva Trova Cubana donde Soledad Bravo da a conocer a dos cantautores, desconocidos para el momento como lo serían Pablo Milanés y Silvio Rodríguez. Los arreglos de este álbum corrieron a cargo de Arnoldo Nali, un connotado director de orquesta venezolano. Este álbum fue lanzado en varios países de Latinoamérica, España y Francia, y a su vez tuvo una gran importancia en Cuba con la canción «Hasta siempre comandante», con la que logró ser conocida en toda Latinoamérica.
Cantos de Venezuela 1974 es el sexto álbum de estudio de esta cantante donde aborda temas del folklore venezolano, destacando «Mi tripón» y «Caramba» de Otilio Galíndez. En 1975 regresa a los temas comprometidos con las luchas populares y graba el disco Canto a la poesía de mis compañeros donde musicaliza dos poemas de Mario Benedetti y uno de Nicolás Guillén y compone el tema «Coplas de la amapola». De este disco destacan tres temas del argentino Martín Micharvegas y la canción «Santiago de Chile» de Silvio Rodríguez.
Con este trabajo, Soledad Bravo cerró un ciclo de canciones con un mensaje revolucionario y de contenido social, culminando su contrato con los sellos discográficos Promus y Polydor. En un período de ocho años (1968-1975), la cantante grabó siete álbumes de estudio y uno en vivo; y con la excepción del disco dedicado al folklore venezolano, todos fueron grabados con el único acompañamiento de la guitarra ejecutada por la propia artista y su aquilatada voz.

### Estadía en España en la segunda mitad de los setenta
Tras la muerte de  Franco, Soledad Bravo vive unos años en España, donde se convierte en una de las cantantes más relevantes de la época de la Transición.
En 1976 fue invitada a participar en el Festival de Música Popular de La Rábida, en España, y a un programa televisivo del guitarrista flamenco Manolo Sanlúcar. Obtuvo tal éxito que se quedó en España cuatro años. Se presentó en los escenarios españoles junto a grandes figuras de la canción hispana, como Lluís Llach, Maria del Mar Bonet y Manolo Sanlúcar.
Firmó un contrato de exclusividad con la CBS española, para la cual grabó en 1976 un segundo elepé dedicado a la Trova Cubana: Soledad Bravo 1976, con canciones de Pablo Milanés y Silvio Rodríguez; con arreglos y dirección de Ricard Miralles. En 1977 grabó en Roma y Madrid, junto a Rafael Alberti, un álbum con sus poemas del exilio, algunos de ellos inéditos. Dicho álbum, Soledad Bravo-Rafael Alberti 1978, obtuvo el Gran Premio del Disco, otorgado por la prestigiosa Academia Francesa del Disco Charles Cros, de París. 
En 1979 graba su segundo álbum con temas del folklore venezolano titulado Cantos de Venezuela 2 aunque en España se tituló Flor del cacao. El álbum fue grabado en Madrid con los músicos venezolanos Lilia Vera, Saúl Vera y Cristóbal Soto. Posteriormente edita el álbum Cantos sefardíes 1980 dedicado al folklore judeo-español. En este álbum los arreglos corren a cargo de Ricardo Miralles y aparece como productor chileno Antonio Sánchez García, su esposo, quien se encargaría de esta función en el resto de sus discos. La División Interamericana de Música de la OEA editó en Washington Cantares de Venezuela, una antología de sus cantos venezolanos. La artista cedió el total de los derechos de esa edición especial para la reconstrucción de Nicaragua, devastada por la guerra civil.

### Década de los ochenta
En 1981 culminó su contrato con CBS España y volvió a radicarse en Venezuela, donde editó Boleros 1981, una antología de los grandes compositores de ese género como Álvaro Carrillo, María Grever, César Portillo de la Luz y Agustín Lara, grabado en Madrid junto a Ricardo Miralles.
Soledad Bravo ya tenía un lugar prominente dentro de las cantantes latinoamericanas más representativas de la música de habla hispana. Sin embargo su verdadera consagración se produce en el año 1982 cuando graba, con el productor Musical Willie Colón y toda la banda de músicos de Nueva York que habitualmente lo acompañaban, uno de los discos más emblemáticos de la música latina dentro del género salsa. El álbum, titulado Caribe, conjunta un repertorio escogido por Soledad con los arreglos y el sonido más novedoso de la época. Entre los temas versionados por Soledad Bravo destacan «Son desangrado» de Silvio Rodríguez y cinco temas de Chico Buarque. Este álbum fue un suceso en ventas, llegando a alcanzar las 300.000 copias vendidas.
Un año más tarde y con un equipo de músicos radicados en New York encabezados por Héctor Garrido, Jorge Dalto, Carlos Franzetti y Paquito D’Rivera graba su segundo álbum de salsa latina: Mambembe; con arreglos de metales y cuerdas que constituyeron un digno sucesor de su álbum anterior. Cuatro temas de Chico Buarque, entre los que destacan «Almanaque» y «Mambembe» encabezan un repertorio donde también deben mencionarse «La fiesta de los santos» y «Lo que tenía que ser», esta última compuesta por los Brasileños De Moraes/Jobim. Un año más tarde completa una trilogía de álbumes grabados en la ciudad de New York con su decimoquinto álbum de estudio, denominado Soledad Bravo 1985. El estilo de este álbum difiere de los dos anteriores, ya que se aparta del sonido de trombones, trompetas y cuerdas, para deslizarse hacia el jazz latino, donde el peso de los instrumentos solistas recae en las guitarras, el saxo y la flauta. Desde el punto de vista artístico constituye el fin de la etapa más exitosa de la cantante, que significó el punto más alto de su carrera.
Luego de su exitosa trilogía regresa a los estudios de sonido de Caracas, donde reúne los mejores músicos venezolanos para grabar su siguiente álbum, denominado Corazón de madera 1986. En este álbum mantiene un sonido urbano contemporáneo muy similar al anterior, y la elección del repertorio mantiene la tónica de recurrir a connotados compositores internacionales. Entre los temas destacados están «Como mata la pena« de Chico Buarque, «Para mi amado« de Manduka, «Todo a pulmón« de Alejandro Lerner, y dos temas del músico cubano Donato Poveda: «San Francisco« y «Corazón de madera«.
Con dieciséis álbumes de estudio grabados en un lapso de dieciocho años y un extenso repertorio de canciones marcadas por el sello de su voz, Soledad Bravo se concede una pausa de cuatro años solo interrumpida por el lanzamiento en 1989 de un álbum en vivo.

### Década de los noventa
En 1990 regresó a los estudios y grabó en la ciudad de México el álbum de boleros y rancheras: Arrastrando la cobija 1990 acompañada por el Mariachi Vargas de Tecalitlan. Dos años más tarde grabó otro disco de boleros titulado: Con amor… Boleros 1992.
Raíces 1994 marca el retorno de Soledad Bravo a la música latina caribeña, con una mezcla rítmica donde se incluyen además, boleros y folclore, de este trabajo destaca el sencillo «Ojos malignos« que fue el tema promocional de una novela venezolana, este álbum obtuvo disco de oro y de platino y, el favor de la crítica venezolana.
En 1997 publicó el álbum de estudio «Cuando hay amor», que constituye el número veinte de esta artista. Con un plantel de músicos liderado por Yasmil Marrufo, Soledad mantiene su vigencia artística con 13 temas de connotados compositores donde se produce una mezcla de: Vallenatos, boleros, ritmos caribeños y música urbana contemporánea. De esta producción destacan los temas: «Hay que ser del Caribe», «Angelitos negros» del poeta venezolano Andrés Eloy Blanco y el bonus track «Gracias a la vida» de Violeta Parra.

### SigloXXI
En 2001 publicó Paloma Negra.  En este álbum aborda temas del cancionero latinoamericano, recordando sus inicios y versionando a Silvio Rodríguez («Ojalá» y «La Maza»), así como a canciones en portugués.
En 2002 editó un álbum: Homenaje a Alfredo Zitarrosa. El año siguiente recrea, muchas veces a dúo, las canciones más emblemáticas del cantautor cubano Pablo Milanés Trova en Canta a Pablo Milanés Trova de Amor.
Luego, en octubre de 2007 celebró sus 40 años de profesión con un concierto en el Aula Magna de la Universidad Central de Venezuela, recinto que la vio nacer como cantante.
En 2015, lanza al mercado el triple álbum en vivo titulado El Arte de Soledad Bravo donde interpreta sus grandes éxitos en concierto.
En marzo de 2017, se presenta por primera vez en concierto en el Scandinavia House de New York, y en septiembre del mismo año realiza otro exitoso concierto en el Hobby Center for the Performing Arts en la ciudad de Houston, Texas presentado por la Casa Cultural de las Américas.
En octubre de 2019, realiza dos fechas de conciertos en Florida, Estados Unidos. Presentándose a casa llena en las ciudades de Orlando y Miami, con un concierto íntimo titulado Canciones Del Alma acompañada por el Maestro José Negroni en el piano.
En la actualidad está casada con su representante, el chileno Antonio Sánchez García, con quién crio una hija llamada Ana Sol.

## Discografía

### Álbumes de estudio
- 1967: Soledad Bravo canta
- 1969: Soledad
- 1970: Soledad Bravo Vol. 3
- 1971: El violín de Becho
- 1971: Soledad Bravo en vivo (2 discos)
- 1973: Cantos de la Nueva Trova Cubana
- 1973: Canto la poesía de mis compañeros
- 1973: Cantos de Venezuela
- 1973: El homenaje de Soledad Bravo
- 1976: Cantos de la Nueva Trova Cubana
- 1977: Soledad Bravo y Rafael Alberti
- 1978: Flor del cacao
- 1979: Cantos sefardíes
- 1980: Boleros
- 1982: Caribe
- 1983: Mambembe
- 1985: Entre amigos
- 1985: Soledad Bravo
- 1986: Corazón de madera
- 1987: Volando voy
- 1989: En vivo
- 1989: Arrastrando la cobija
- 1992: Con amor
- 1994: Raíces
- 1996: Cuando hay amor
- 1997: Cantos revolucionarios de América Latina
- 1998: En concierto
- 2001: Paloma negra
- 2002: Soledad canta a Pablo Milanés
- 2003: Homenaje a Alfredo Zitarrosa
- 2015: El Arte de Soledad Bravo

### Colectivos
- 1975: Compañero presidente
- 1997: ¡El Che vive!